# Zortéa
Zortéa est une ville brésilienne de l'ouest de l'État de Santa Catarina.

## Géographie
Zortéa se situe par une latitude de 27° 27' 03" sud et par une longitude de 51° 33' 18" ouest, à une altitude de 680 mètres.
Sa population était de 2 991 habitants au recensement de 2010. La municipalité s'étend sur 190 km2.
Elle fait partie de la microrégion de Curitibanos, dans la mésoregion Serrana de Santa Catarina.

## Histoire
L'histoire de Zortéa commence dans les années 1930, avec l'installation de plusieurs familles de fermiers venus de Campos Novos. Descendants de paulistes, ces familles furent les premières à résider dans la région, qui ne comptait que quelques caboclos habitant les rives du rio Pelotas, à la frontière du Rio Grande do Sul.
Elles déboisèrent des zones de forêts de pin pour créer leurs exploitations agricoles. En 1939, une petite scierie est construite.
En 1946, Antonio Zortéa Primo et Guilherme Brancher acquièrent la scierie pour fonder une entreprise qui deviendra "Zortéa Brancher Indústria e Comércio Ltda". Cette entreprise, attirant les travailleurs de la région, entraina la création d'un secteur industriel dans une zone d'exploitation forestière et d'élevage bovin. Elle donnera également son nom a la future municipalité.
En 1980, Zortéa devient un district de Campos Novos. Dans les années 1990, un mouvement pour l'indépendance de Zortéa se développe, qui aboutit, le 1er janvier 1997, à la création de la municipalité de Zortéa.

## Économie
L'économie de Zortéa est fondée sur l'agriculture et l'exploitation forestière. Les principales cultures sont le soja, le maïs et le blé. L'élevage y est également développé (volailles, vaches laitières, porcs et bœufs).
La majorité des entreprises locales sont des micro-entreprises, de même que les exploitations agricoles.
Le lac du barrage de Machadinho et les richesses naturelles de la région, commencent à être exploités pour le tourisme.

## Villes voisines
Zortéa est voisine des municipalités (municípios) suivantes :
- Capinzal
- Campos Novos
- Barracão dans l'État du Rio Grande do Sul
- Machadinho dans l'État du Rio Grande do Sul